# Nicolae Secăreanu
Nicolae Secăreanu (n. 13 iulie 1901, satul Nanov, județul Teleorman – d. 29 septembrie 1992, București) a fost un cunoscut cântăreț de operă (bas) și actor român.

## Biografie
Nicolae Secăreanu a fost un cântăreț de operă, și actor român. A jucat pe scena Teatrului Bulandra și în filme, precum: Răscoala (1966), Dacii (1967), Șapte băieți și o ștrengăriță (1967), Căldura (1969), Săgeata căpitanului Ion (1972), Un august în flăcări, Acțiunea „Autobuzul” (1978), Trandafirul galben (1982), Vacanța mare, dar rolul cel mai important, Sinan Pașa, l-a susținut în filmul Mihai Viteazul (1971) al lui Sergiu Nicolaescu, cu Amza Pellea în rolul titular.

## Distincții
- Ordinul Muncii clasa I-a (19 aprilie 1952) „pentru zelul și munca depusă în realizarea spectacolului «Rusalka» la un nivel artistic excepțional”[1]
- titlul de Artist Emerit al Republicii Populare Române (19 noiembrie 1952)[2]
- Ordinul Meritul Cultural clasa I (12 septembrie 1968) „pentru activitate îndelungată și merite deosebite în activitatea muzicală”[3]

## Filmografie
- Pădurea îndrăgostiților (1946) - spiritul pădurii
- Răscoala (1966) - Miron Iuga
- Faust XX (1966) - inspector
- Dacii (1967)
- Șapte băieți și o ștrengăriță (1967)
- Tinerețe fără bătrînețe (1969) - Împăratul Minciună
- Căldura (1969)
- Die Lederstrumpferzählungen ("Ultimul mohican") (RFG, 1969) - miniserie TV - Bătrânul
- Mihai Viteazul (1971) - generalul otoman Sinan Pașa
- Săgeata căpitanului Ion (1972)
- Aus dem Leben eines Taugenichts (RDG, 1973)
- Un august în flăcări (1973) - film TV - profesorul Vrăbiescu
- Acțiunea „Autobuzul” (1978) - patronul
- Trandafirul galben (1982)
- Vacanța cea mare (1988)